# Fire Emblem: Radiant Dawn
Fire Emblem: Radiant Dawn (ファイアーエムブレム 暁の女神 Faiā Emuburemu: Akatsuki no Megami?, "Eldemblem: Gryningsgudinnan") är ett turordningsbaserat strategi-rollspel som utvecklades av Intelligent Systems och gavs ut av Nintendo till Wii. Spelet tillhör serien Fire Emblem och släpptes den 22 februari 2007 i Japan, den 11 november 2007 i Nordamerika, den 14 mars 2008 i Europa och den 10 april 2008 i Australien.
Spelets huvudfigur är Ike.